# Heiligenberg (Heidelberg)
Der Heiligenberg ist ein 439,1 m ü. NHN hoher Berg bei den Heidelberger Stadtteilen Neuenheim und Handschuhsheim und nach dem auf der anderen Seite des Neckars stehenden Königstuhl (570,3 m) der niedrigere der beiden Hausberge Heidelbergs. Er befindet sich am Westrand des Odenwaldes und besteht aus zwei Gipfeln, einem höheren, nördlich gelegenen Hauptgipfel und einem südlichen, der Heidelberger Altstadt zugewandten Vorgipfel. Der Heiligenberg war seit der Urgeschichte wiederholt ein menschlicher Siedlungsplatz, vor allem in der Eisenzeit als Ort einer keltischen Großsiedlung (Oppidum). In römischer Zeit weitgehend unbesiedelt und lediglich Standort eines Heiligtums, entstand im Frühmittelalter auf dem Hauptgipfel ein Königshof. Diesem folgten später im Mittelalter zwei Klöster, das Michaelskloster und das auf dem Vorgipfel gelegene Stephanskloster. In der Neuzeit blieb der Heiligenberg weitgehend ungenutzt, abgesehen von der Zeit des Nationalsozialismus, als der NS-Staat die Thingstätte als ideologisch aufgeladenen Veranstaltungsplatz errichtete.

## Name

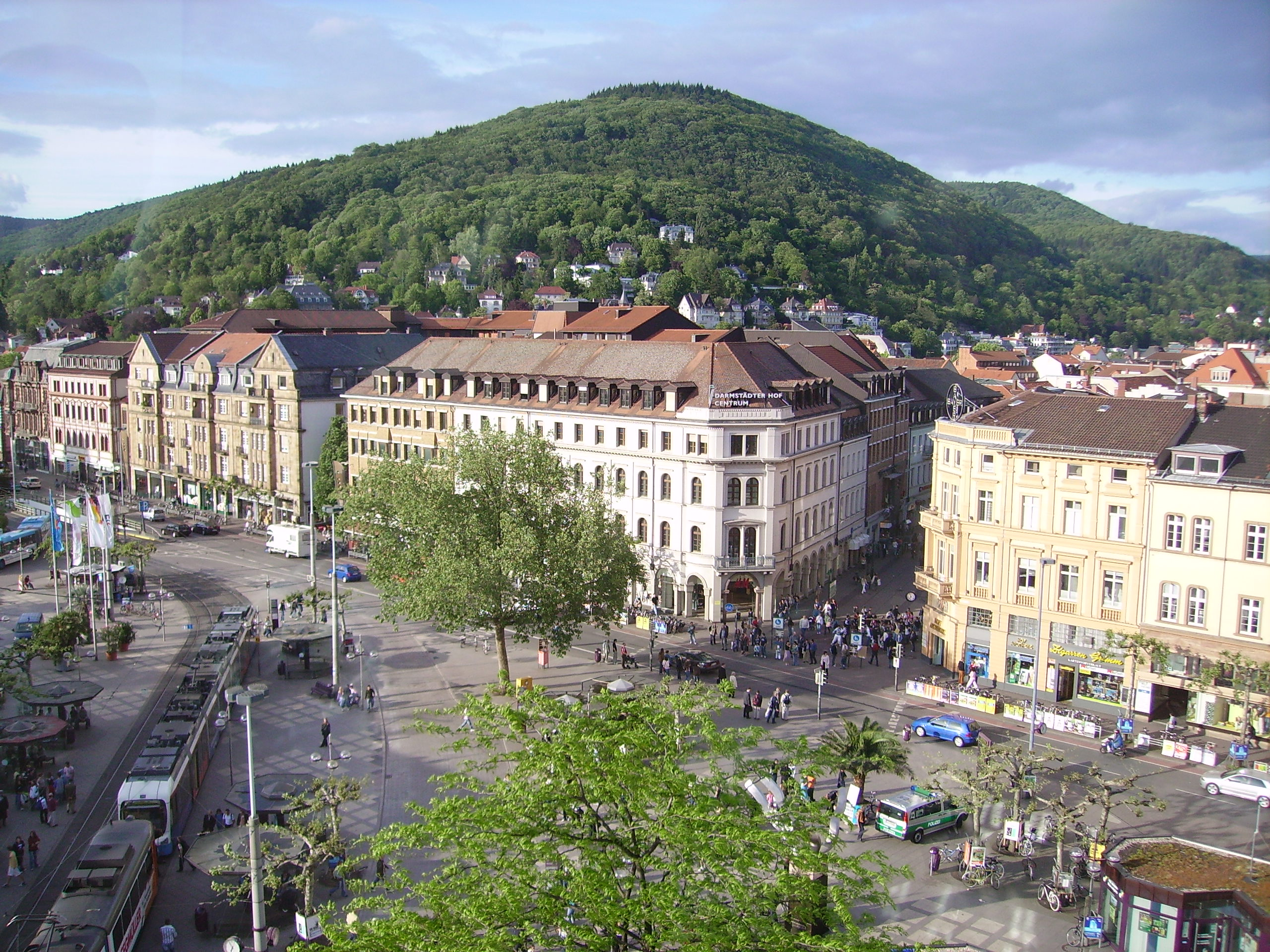
Blick vom Bismarckplatz nach Nordosten auf den Heiligenberg

In karolingischer Zeit hieß der Heiligenberg Aberinsberg; die dortigen Bauten wurden als Aberinsburg bezeichnet. Diese Bezeichnung ist letztmals für das Jahr 1179 bezeugt. In dieser Zeit erscheint in den lateinischen Quellen zwischenzeitig die Bezeichnung Mons Sancti Michaelis („Berg des heiligen Michael“), bevor sich letztlich in der zweiten Hälfte des 13. Jahrhunderts der Name Mons Omnium Sanctorum („Berg aller Heiligen“) durchsetzt, der sich mit seinem deutschen Pendant (Allerheiligen-Berg oder kürzer Heiligenberg) bis heute gehalten hat. Der Namenswandel im 12. und 13. Jahrhundert wird häufig dadurch erklärt, dass die beiden auf dem Berg befindlichen Klöster St. Michael und St. Stephan in dieser Zeit, nämlich im Jahr 1265, durch Prämonstratensermönche aus dem Kloster Allerheiligen im Schwarzwald übernommen wurden. Allerdings ist auch die alternative Erklärung möglich, dass sich der heutige Name von einem älteren Beinamen des Michaelsklosters herleitet, das nämlich in einer einzigen Quelle aus dem Jahr 1023 mit dem Namenszusatz … et omnium supernorum civium („… und aller Himmelsbewohner“, also „aller Heiligen“ oder „aller himmlischen Heerschaaren“) versehen ist. In der neuzeitlichen Forschung führte der Name Heiligenberg zu Verwechslungen, weil es etwas nördlich, in Seeheim-Jugenheim, eine weitere, gleichnamige Erhebung gibt, die ebenfalls am Westrand des Odenwaldes liegt und auf der sich im Spätmittelalter ebenfalls ein Kloster der Prämonstratenser befand.
Zu einem unbekannten Zeitpunkt kam zudem der Flurname Michelsberg (teils auch Michaelsberg) für den vorderen, südlichen der beiden Gipfel des Heiligenbergs auf. Dies hat teilweise zu der Annahme geführt, bei dem dort befindlichen der beiden Klöster handele es sich um das Michaelskloster, bei der Ruine auf dem hinteren, höheren Gipfel dagegen um das Stephanskloster. Dies ist angesichts der schriftlichen Quellen zu den beiden Klöstern und dem archäologischen Befund jedoch sehr unwahrscheinlich. Demnach scheint die Verbindung zum heiligen Michael aus anderen, nicht mehr genau zu rekonstruierenden Gründen vom nördlich gelegenen Kloster auf den Südgipfel übergegangen zu sein. Solche ‚historischen Ungenauigkeiten‘ sind bei Namen aus dem Volksmund häufiger belegt. Im Falle des Heiligenberges ist diese Erklärung durchaus plausibel, zumal das Stephanskloster auf dem Südhügel wohl früh untergegangen ist (letztmals im Jahr 1198 erwähnt) und auch das ursprüngliche Michaelskloster diesen Namen möglicherweise noch im Mittelalter abgelegt hat, sodass die volkstümliche Benennung des Berges von der Lage der beiden Abteien unabhängig wurde.

## Geografie

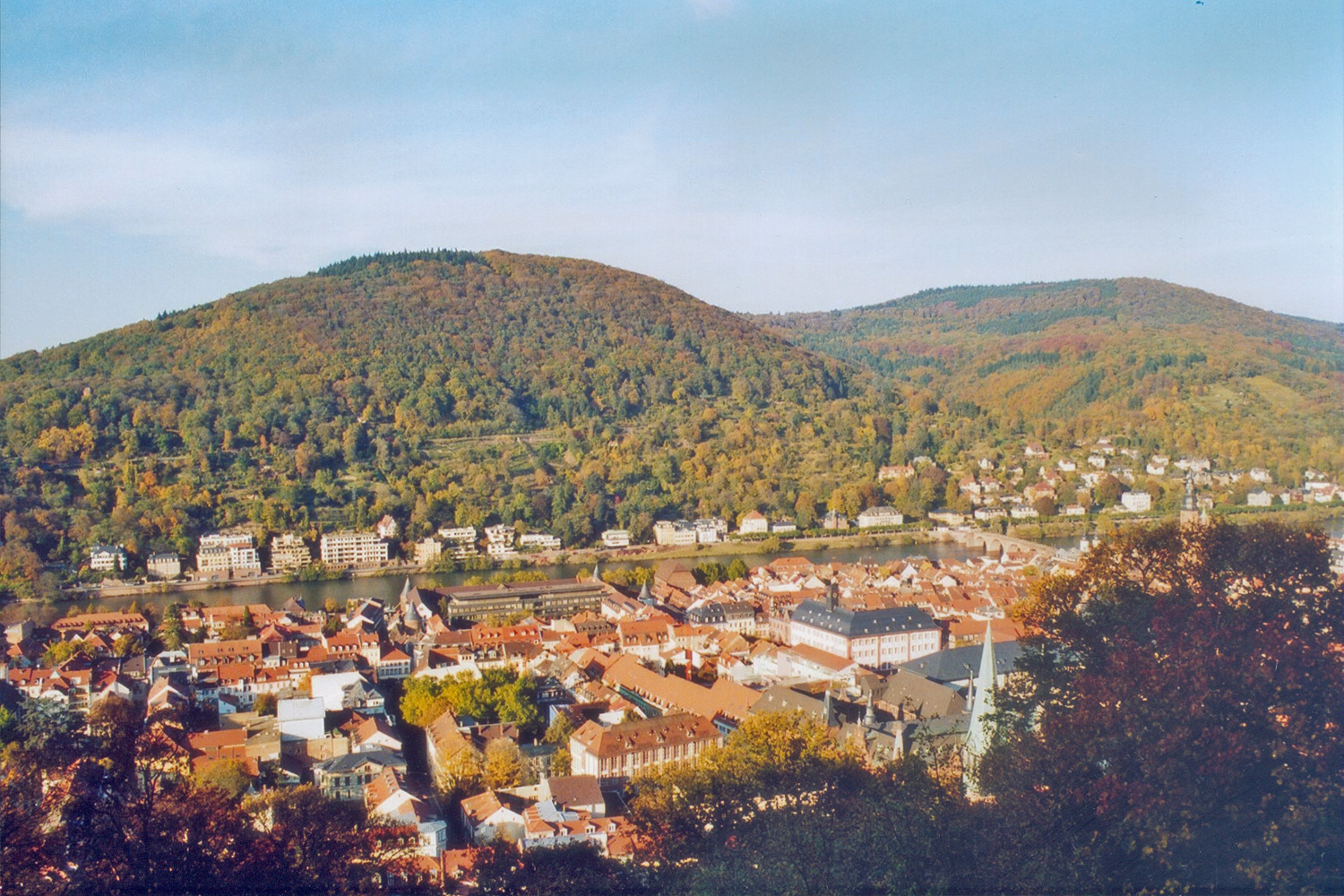
Heiligenberg mit Heidelberger Altstadt und Neckar

Der Heiligenberg liegt am Westrand des Odenwaldes zur Bergstraße und der davor liegenden weiten Oberrheinischen Tiefebene. Er befindet sich im Heidelberger Stadtgebiet ostnordöstlich von Neuenheim und ostsüdöstlich von Handschuhsheim. Südlich vorgelagert ist der flachkuppige Michelsberg (375,5 m). Der Heiligenberg fällt steil nach Westen in die Ebene wie nach Süden ins Neckartal ab, jenseits dessen sich der Königstuhl über der Altstadt von Heidelberg im Flusstal erhebt. Im Norden trennt das Kerbtal mit dem zum Kanzelbach fließenden Rombach oder Mühlbach den Heiligenberg vom Hohen Nistler, im Nordosten verbindet ein Bergsattel mit dem weiter entfernten Weißen Stein.
Der Heiligenberg gehört in der naturräumlichen Haupteinheitengruppe Odenwald, Spessart und Südrhön (14) und in der Haupteinheit Sandstein-Odenwald (144) zur Untereinheit Zentraler Sandsteinodenwald (144.6). Die Landschaft fällt nach Südosten in die Untereinheit Östlicher Kleiner Odenwald (144.2) ab. Nach Süden fällt sie in die Untereinheit Heidelberger Taltrichter (226.2) ab und nach Westen in die Untereinheit Südliche Bergstraße (226.3), die beide in der Haupteinheitengruppe Nördliches Oberrheintiefland (22) zur Haupteinheit Bergstraße (226) zählen. Geologisch bilden die rotbraunen und meist sandigen Schichten des Unteren Buntsandsteins den Großteil des Heiligenbergs.

## Geschichte

### Vorgeschichtliche Nutzung

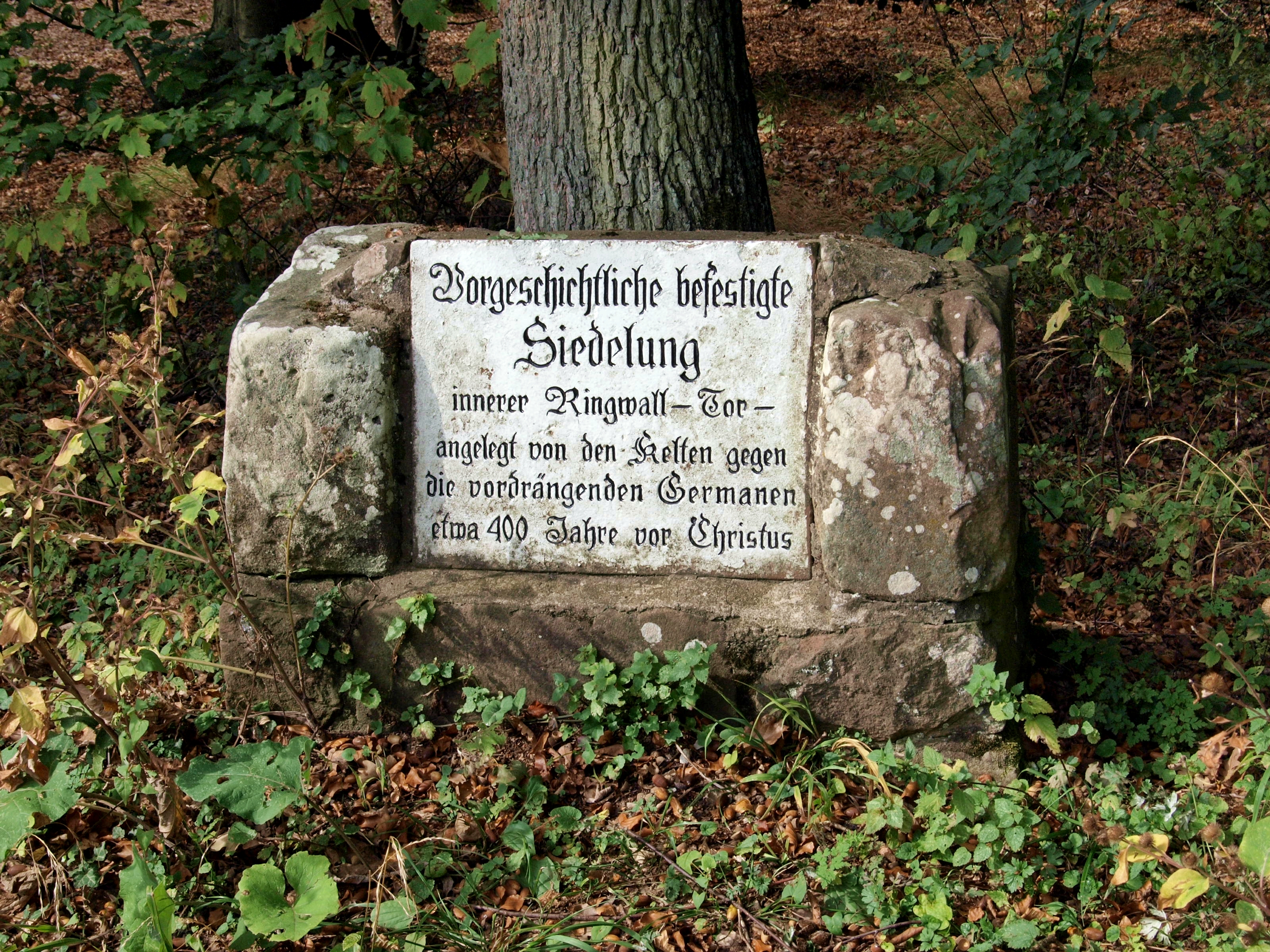
Hinweistafel auf die vorgeschichtliche Siedlung und ihren Ringwall

Durch seine herausgehobene Lage bot der Heiligenberg einen weiten Blick in die Ebene und ins Neckartal sowie einen natürlichen Schutz. Er war daher schon seit der Jungsteinzeit besiedelt. Die ältesten archäologischen Funde stammen aus der Zeit der linearbandkeramischen Kultur (etwa 5500–5000 v. Chr.), sind jedoch so vereinzelt, dass sie vermutlich von vereinzelten Begehungen des Berges und nicht von einer dauerhaften Ansiedlung von Menschen herrühren. Ab der mittleren Jungsteinzeit (5000–4400 v. Chr.) dagegen zeugen Gefäßscherben der Rössener Kultur, Steinbeile und weitere häusliche Werkzeuge von einer permanenten Bewohnerschaft des Berges. In der späten Bronzezeit, zur Zeit der Urnenfelderkultur (um 1200 v. Chr.), bestand auf dem Berg eine erste geschlossene Siedlung, die auch für die umgebende Landschaft eine Funktion als Zentralort erfüllt haben dürfte. In dieser Zeit wurden zumindest einige der zahlreichen Terrassierungen an den Hängen des Heiligenberges angelegt, für die natürlich vorhandene, geologisch bedingte Abflachungen genutzt und zu horizontalen Nutzflächen aufplaniert oder abgearbeitet wurden. Die Nutzung dieser Terrassen ist jedoch noch unklar.
Etwa in der Mitte des 1. Jahrtausends v. Chr. entstand eine bedeutende keltische Ansiedlung (Oppidum) auf dem Heiligenberg. Von dieser stadtähnlichen Anlage zeugen noch heute Reste einer doppelten keltischen Ringwallanlage, die mit einer Gesamtlänge von fünf Kilometern einst den Haupt- und den Vordergipfel umfasste und dabei eine Fläche von etwa 52,5 Hektar einschloss. Vermutlich war die Verhüttung des örtlichen Eisenerzes ein wichtiger Faktor bei der Entstehung und Aufblühen der keltischen Ansiedlung in der nun folgenden Latènezeit. Ihr Wasser bezogen die Kelten aus Brunnen und Zisternen, in denen sie Regenwasser sammelten, sowie aus der gefassten Quelle des Bittersbrunnens.
Die Siedlung auf dem Heiligenberg war vom 5. Jahrhundert v. Chr. an das religiöse und kulturelle Zentrum der Region. Im Laufe des 3. Jahrhunderts v. Chr. scheint er diese Funktion jedoch langsam wieder verloren zu haben. Möglicherweise übernahm damals eine westwärts und näher am Rhein gelegene Siedlung diese Funktion; ein entsprechender Platz ist jedoch noch nicht identifiziert worden. Mit der römischen Eroberung und Erschließung des Gebietes in der zweiten Hälfte des 1. Jahrhunderts n. Chr. verlagerte sich das Herrschaftszentrum dann ins römische Lopodunum, das heutige Ladenburg. Ob der Berg bis in römische Zeit kontinuierlich genutzt wurde, ist nicht sicher; über die archäologischen Funde lässt sich eine solche Kontinuität jedenfalls nicht nachweisen.

### Römerzeit

Steinplatten markieren in der Ruine des Michaelsklosters die Lage des römischen Mercuriustempels

In römischer Zeit trug der damals unbewaldete Gipfel einen heiligen Bezirk mit Steinbauten, wovon noch heute die Grundmauern eines genordeten Heiligtums mit Apsis im Langhaus der Michaelsbasilika zeugen. Es war mit Marmor und Porphyr ausgestattet und mit Wandmalerei verziert; ein beschriftetes römisches Silberplättchen sichert die Zuweisung des Bauwerks an den Gott Mercurius. Neben diesem und weiteren kleinen Kultbauten gab es Infrastrukturgebäude wie ein beheizbares Haus für die Priesterschaft sowie eine Jupitersäule auf dem Berg. Zu den archäologischen Funden gehören Weihesteine mit lateinischen Inschriften. Die meisten von ihnen wurden dem Gott Mercurius geweiht, der vielfach im Rahmen der Interpretatio Romana mit verwandten nichtrömischen Göttern gleichgesetzt wurde, in diesem Fall einem Gott der Kimbern (Mercurius Cimbrianus, also Mercurius der Kimbern) und der keltischen Gottheit Visucius (Mercurius Visucius). Die erwähnte Jupitersäule sowie eine Statue der Göttin Diana, die in der älteren Überlieferung erwähnt wird, zeigen jedoch, dass auch andere Götter auf dem Heiligenberg angebetet wurden. Die frühesten römischen Funde datieren den Nutzungsbeginn des Tempelbezirks in das späte 1. Jahrhundert n. Chr. Mit dem Ende der direkten römischen Herrschaft über das rechtsrheinische Gebiet (sogenannter Limesfall ab etwa 260) scheinen die Tempelgebäude zu Ruinen verfallen zu sein, auch wenn im 7. Jahrhundert noch Gräber um das Heiligtum in der späteren Michaelsbasilika angelegt wurden. Möglicherweise handelte es sich bei dem Heiligtum auf dem Heiligenberg auf den Zentraltempel der Civitas Ulpia Sueborum Nicretum, der lokalen Gebietskörperschaft (Civitas) mit Sitz in Lopodunum/Ladenburg.
Gelegentlich wird der Heiligenberg mit dem Berg namens Mons Piri gleichgesetzt, den der spätrömische Geschichtsschreiber Ammianus Marcellinus in seinem Werk erwähnt. Auf dieser Erhebung sollen die Truppen Kaiser Valentinians I. im Jahr 369 bei einem Feldzug Schanzarbeiten verrichtet haben, seien aber von Germanen vertrieben worden. Tatsächlich gibt es einige spätantike Funde vom Heiligenberg, darunter auch eine Inschrift einer römischen Hilfstruppe (Numerus). Bei den Kammertoren, die nachträglich in die keltischen Ringwälle eingefügt wurden, ist eine spätantike Entstehung zumindest möglich. Diese Indizien reichen aber nicht für eine verlässliche Gleichsetzung des Heiligenbergs mit dem Mons Piri aus. Auch aus Sicht der Geschichtswissenschaft gilt beim derzeitigen Kenntnisstand eine sichere Lokalisierung des Mons Piri als unmöglich.

### Königshof und Klosterbauten

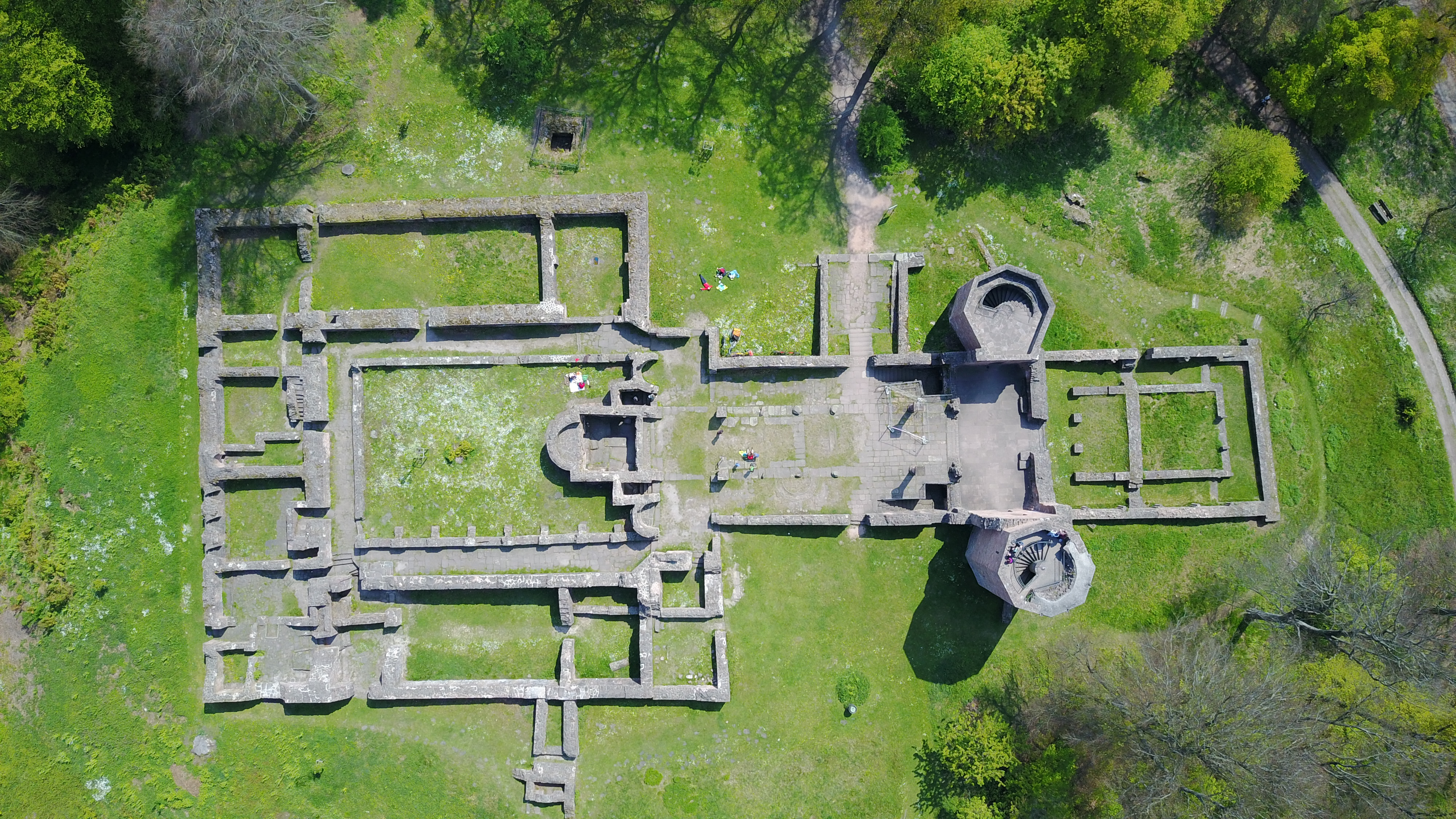
Draufsicht auf die Ruinen des Michaelsklosters

Aus dem 4. bis 5. Jahrhundert liegen einige Einzelfunde vor, am Ende des 6. Jahrhunderts wurde der Berg wiederbesiedelt. Dabei wurde erneut ein Befestigungswall angelegt, dessen Verlauf überwiegend dem älteren keltischen Ringwall folgte und lediglich im Süden einen engeren Verlauf nahm. Spätestens für das 7. Jahrhundert sind christliche Bestattungen dort nachweisbar. In der Karolingerzeit, im 8. Jahrhundert, wurden über dem Heiligtum einige Steinbauten errichtet. Es könnte sich hier um Gebäude für den Vertreter des Königs gehandelt haben. Im 9. Jahrhundert erbaute das Kloster Lorsch unter Einbezug eines römischen Baus auf dem Hauptgipfel dort eine erste Kirche, die dem Erzengel Michael geweiht wurde. Sie richtete sich in den Außenmauern am römischen Mercuriusheiligtum aus. Auch die Weihung der Kirche an den heiligen Michael könnte Teil dieser Kontinuität zur Vorgängerbebauung sein, da an vielen Stellen auf antiken Mercuriustempeln christliche Michaelskirchen errichtet wurden. Im Jahre 882 wurde der Heiligenberg das erste Mal schriftlich als „Aberinesberg“ erwähnt, als Ludwig III. den Heiligenberg, im Rahmen der Beisetzung seines Vaters (Ludwig der Deutsche) in Lorsch, an die Abtei Lorsch übereignete.
Der noch als Ruine erhaltene frühromanische Kirchenbau des Michaelsklosters stammt im Ostteil aus dem späten 10. Jahrhundert, die westlichen Teile datieren aus der Zeit um 1030. Der Entwurf der Gesamtanlage wird dem Abt Reginbald II. von Dillingen zugeschrieben. Ungefähr zur Zeit des Klosterbaus um das Jahr 1000 wurde auch eine Wasserleitung von einer Quelle auf dem Weißen Stein bis in die Nähe des Klosters erbaut, wodurch der schwächer schüttende Bittersbrunnen seine Bedeutung für die Wasserversorgung auf dem Berg verlor.
Im Jahr 1094 wurde auf dem Aberinesberg mit dem Stephanskloster das zweite Kloster gegründet. In ihm wurde um 1100 die Dame Hazecha bestattet, ihre Grabplatte gilt als ältestes mittelalterliches Schriftdenkmal Heidelbergs.
Mit der Übernahme des Lorscher Klosters durch den Erzbischof von Mainz 1226 endete auch die Benediktinerzeit auf dem Heiligenberg. Nach einem kurzen Zwischenspiel der Zisterzienser siedelten Prämonstratenser aus dem Kloster Allerheiligen im Schwarzwald in den beiden Klöstern. Während der Mainzer Stiftsfehde 1460 wurde das Michaelskloster zerstört und anschließend wiederaufgebaut. 1503 stürzte ein Glockenturm auf dem Heiligenberg ein und erschlug drei Patres. Wenig später muss das Kloster aufgegeben worden sein, denn Jakob Micyllus beschreibt das Michaelskloster 1537 bereits als Ruine.

### Verfall der Klosterbauten

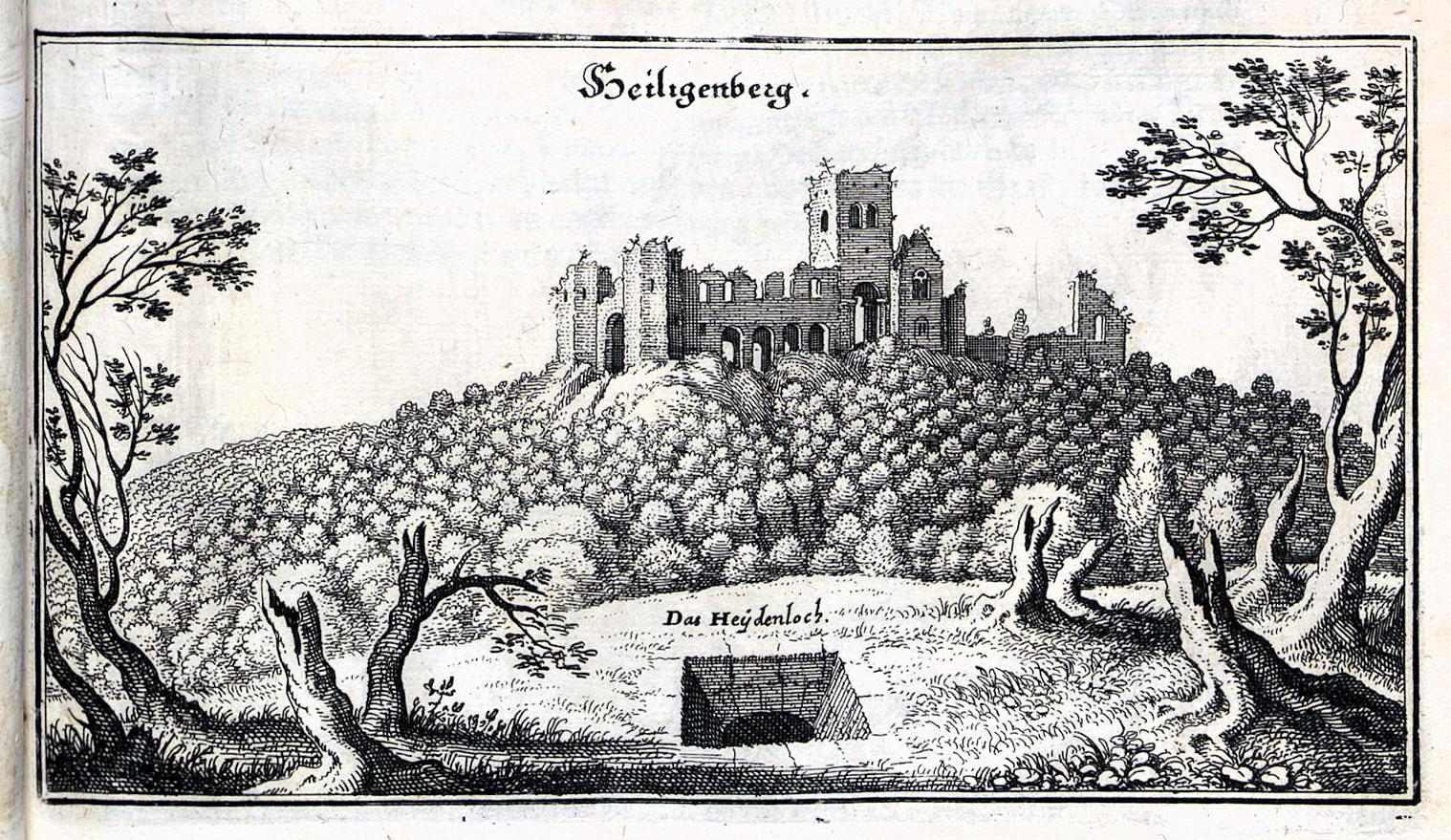
Klosterruine und Heidenloch (1645), von Matthäus Merian

Im Zuge der Reformation wurden die Klöster auf dem Heiligenberg 1555 durch den Pfalzgrafen eingezogen. Das noch intakte Stephanskloster wurde 1589 der Universität Heidelberg zugewiesen. Der Universitätssenat beschloss den Abriss der Klöster und den Verkauf der Steine.
Ab dem 16. Jahrhundert wurde Heidelberg auch wiederholt auf Stadtansichten dokumentiert, die gelegentlich auch genauere Informationen zum Heiligenberg sowie dem dortigen Wald- und Gebäudebestand bieten. Die älteste detailreiche Darstellung des Michaelsklosters durch Matthäus Merian in der Topographia Palatinatus von 1645 zeigt das Kloster schon als Ruine, aber noch mit weitgehend erhaltenen Wänden und dem Vierungsturm. Gleichzeitig hatte durch die Renaissance auch eine erste historische Beschäftigung mit dem Berg begonnen. Der spätere Reformator Philipp Melanchthon studierte 1508 römische Inschriften im Michaelskloster und erwog eine Gleichsetzung des Berges mit dem Schauplatz der spätantiken „Schlacht am Mons Piri“. Im Laufe der folgenden Jahrzehnte wurden mehrere antike Steindenkmäler vom Heiligenbergerg entnommen und in der näheren Umgebung, beispielsweise in Handschuhsheim, aufgestellt. Der Heidelberger Gelehrte Marquard Freher beschrieb in seinem 1599 erstmals erschienenen Werk Origenes Palatinae Teile des Michaelsklosters, die er jedoch fälschlicherweise als römische Befestigungsanlage deutete.
Während des Dreißigjährigen Krieges und des Pfälzischen Erbfolgekriegs rückte der Heiligenberg in den Hintergrund der geschichtlichen Entwicklung, in deren Folge Heidelberg komplett zerstört wurde und ab 1697 wiederaufgebaut wurde. Die deutschen Romantiker hatten mit der Ruine des Heidelberger Schlosses ein wesentlich repräsentativeres Ziel, so dass sie den Heiligenberg nur wegen der Aussicht auf das Schloss bestiegen.

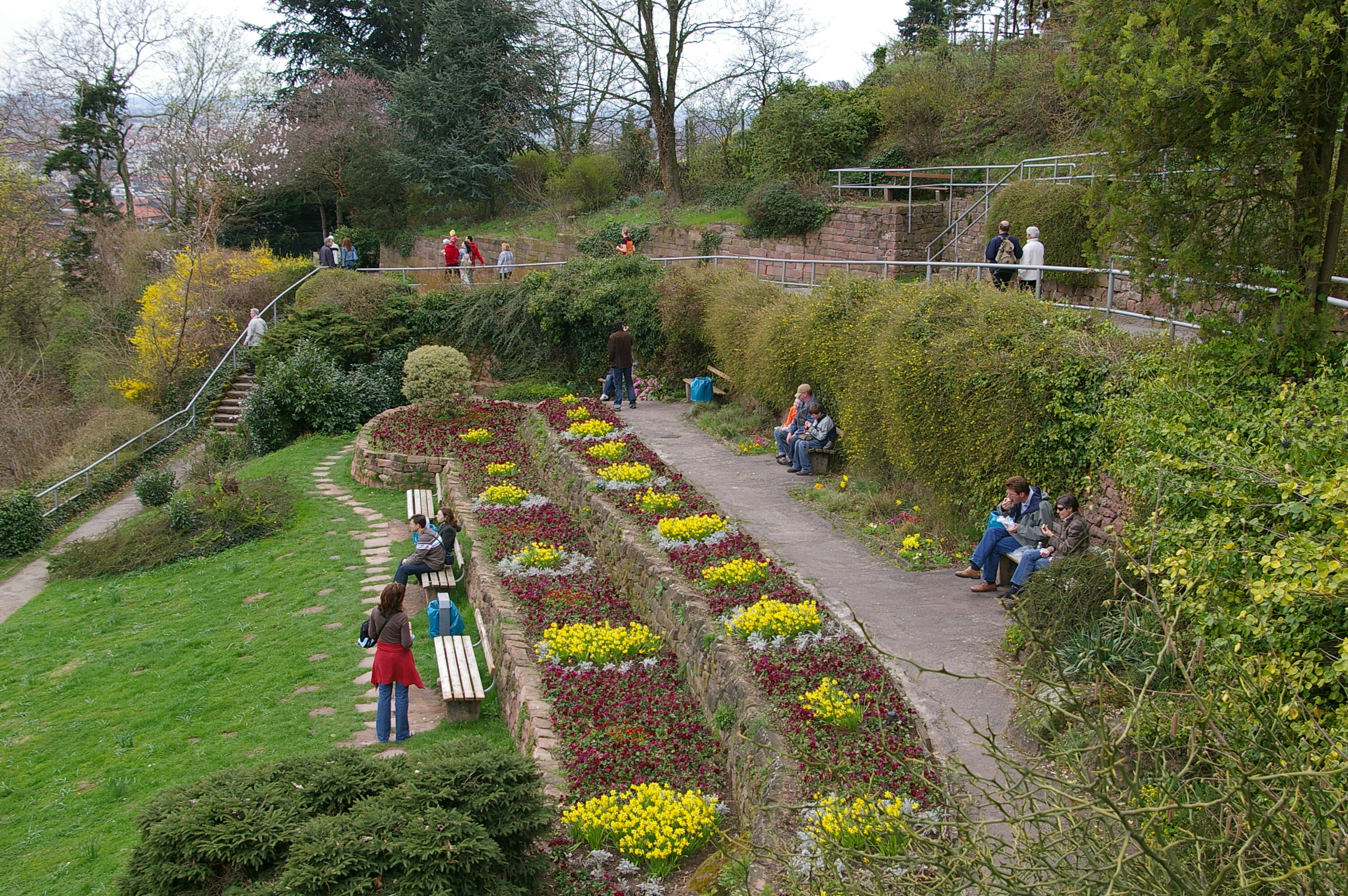
Parkanlage am Philosophenweg

Trotzdem rückte der Heiligenberg ab dem 19. Jahrhundert wieder häufiger in den Mittelpunkt des Interesses, beispielsweise in den Schilderungen Victor Hugos von dessen Wanderungen rund um Heidelberg. Mitte des 19. Jahrhunderts scheint zudem ein wahres Schatzsucherfieber geherrscht zu haben, das zu diversen unsorgfältigen und teilweise ausgesprochen zerstörerischen Ausgrabungen führte. Der Philosophenweg am Südhang des Berges, von dem sich die bis heute gerühmte Aussicht auf Altstadt und Schloss bietet, entstand 1837–1841 durch den Ausbau von Weinbergwegen. Der Weinbau am Südhang wurde wenig später aufgegeben. Es blieben die zahlreichen Trockenmauern, die den Hang stützen und terrassieren, und die heute Hausgärten und Parkanlagen längs des Weges gliedern.

### Neuzeitliche Erforschung des Bergs

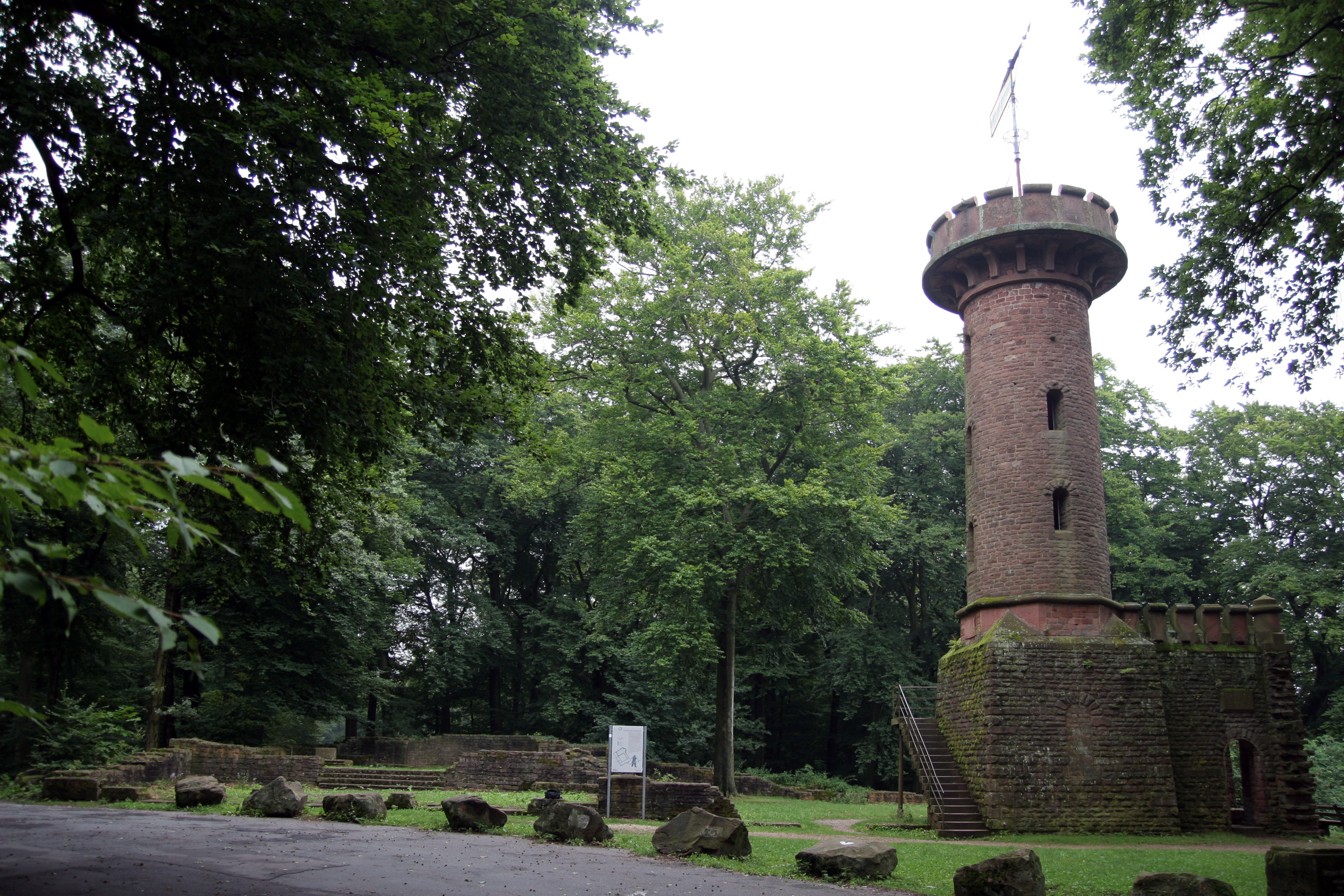
Heiligenbergturm mit Resten des Stephansklosters (Aufnahme 2010)

Die wissenschaftliche Erforschung der Ruinen auf dem Heiligenberg begann erst mit Karl Christ, der 1860 die Ringwälle wiederentdeckte, sie korrekt den Kelten zuordnete und 1882 kleinere Grabungen durchführte. Auf den Archäologen und Architekten Wilhelm Schleuning geht die erste große Untersuchung und Freilegung der Michaelsbasilika im Jahr 1886 zurück, die vom Heidelberger Archäologieprofessor Friedrich von Duhn angeregt worden waren und durch den badischen Staat unterstützt wurden.
Ein Jahr zuvor, 1885, war durch einen Neuenheimer Verein der Aussichtsturm bei der Ruine des Stephansklosters eröffnet worden, für dessen Bau man nochmals Steine aus der Klosterruine brach. 1903 entstand außerdem am Südhang des Bergs der Heidelberger Bismarckturm. Im gleichen Jahr ging der gesamte Berg in den Besitz der Stadt Heidelberg über, die daraufhin die archäologische Erforschung der dort befindlichen Ruinen vorantrieb. 1907 fanden unter dem Archäologiestudenten Ernst Schmidt, einem Neffen des städtischen Konservators Karl Pfaff, erneute Grabungen an den Ringwällen statt, deren Ergebnisse jedoch wegen des frühen Todes von Schmidt im Ersten Weltkrieg nicht ausgewertet. Im Michaelskloster begann gleichzeitig die archäologische Erforschung durch den Baurat Max Wippermann, der jedoch sehr unsorgfältig vorging und kaum Ergebnisse publizierte. Seine Arbeit wurde durch den Architekten Carl Koch fortgesetzt, der ab 1921 und besonders 1932 bis vermutlich 1934 an den beiden ehemaligen Klöstern grub. Beim Bau des Gasthauses Waldschenke 1929 traten keltische Funde zu Tage, die durch Ernst Wahle untersucht wurden; beim Bau der Thingstätte 1934 fanden dagegen kaum archäologische Untersuchungen statt. In den folgenden Jahren erforschte Paul Hans Stemmermann dafür das Heidenloch. Parallel zu diesen archäologischen Untersuchungen in der ersten Hälfte des 20. Jahrhunderts arbeiteten Historiker wie Albert Krieger und Maximilian Huffschmid die schriftlichen Quellen zur mittelalterlichen Schriftquellen zum Heiligenberg auf.

### Sanierung und Konservierung der Ruinen

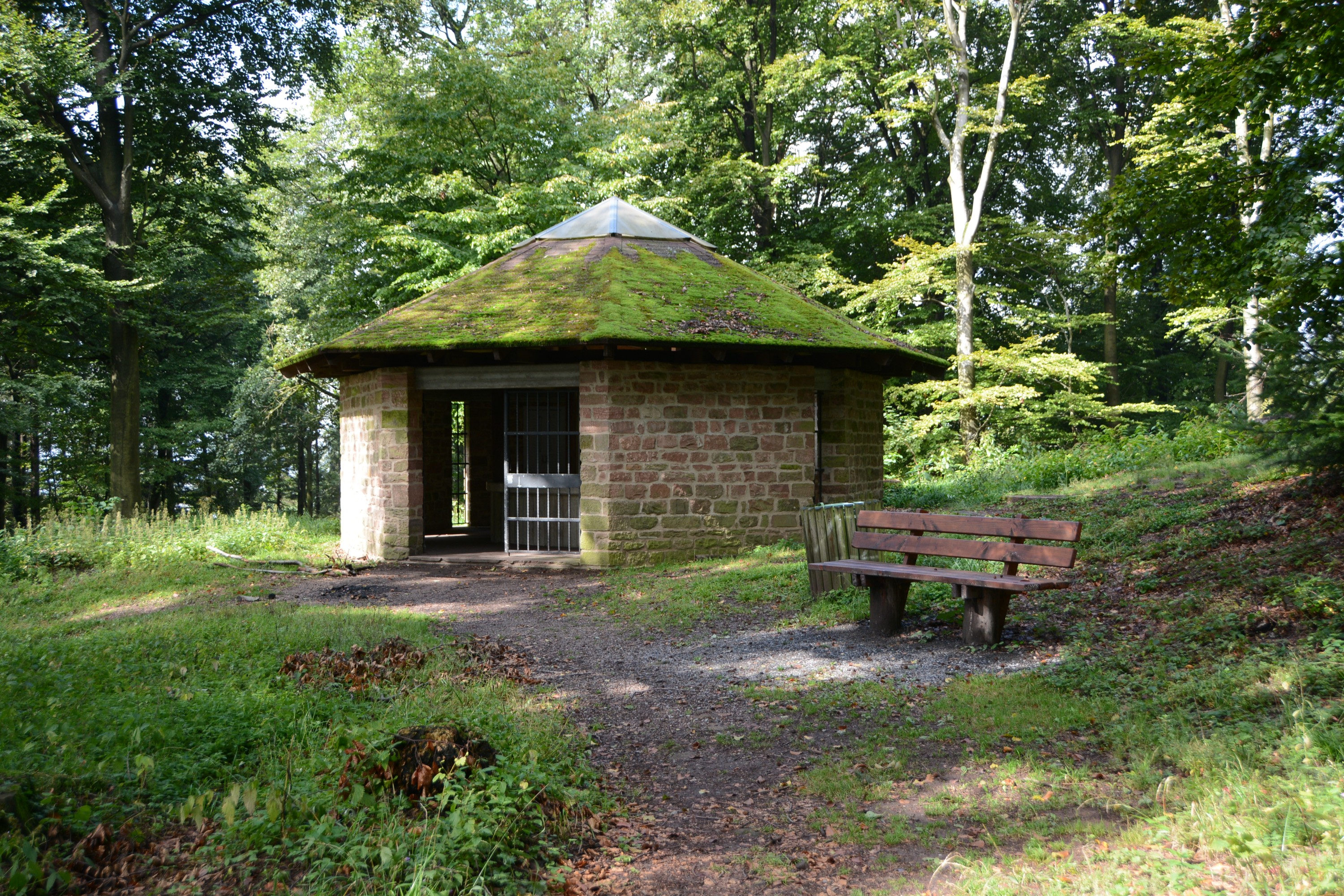
Heidenloch mit Schutzhütte (Aufnahme 2013)

Nach dem Zweiten Weltkrieg hat vor allem Berndmark Heukemes auf dem Heiligenberg geforscht. Ihm gelang der Nachweis der keltischen Eisenverhüttung, die Präzisierung des römischen Heiligtums und die Wiederentdeckung des Bittersbrunnens.
Trotz der andauernden Forschung waren die Ruinen auf dem Berg weiter dem Verfall preisgegeben waren und wurden Opfer von Vandalismus sowie als Abfalldeponie missbraucht. Angesichts der akuten Einsturzgefahr von Teilen des Michaelsklosters begannen ab 1967 erste Sicherungsmaßnahmen mit dem Einbau eines Betonkerns in den Nordwestturm der Kirche. 1973 wurde die Schutzgemeinschaft Heiligenberg gegründet, die sich den Erhalt der Ruinen zur Aufgabe machte. Ab 1977 erarbeiteten die Stadt Heidelberg und das Landesdenkmalamt ein Konzept für weitere Grabungen und bauliche Sicherungen der Michaelsbasilika. Von 1980 bis 1984 beteiligte sich die Ruprecht-Karls-Universität Heidelberg an den Arbeiten, hauptsächlich in Form von Lehr- und Forschungsgrabungen. Nach schrittweiser Sanierung und Konservierung konnte das ehemalige Michaelskloster 1984 für die Öffentlichkeit zugänglich gemacht werden. Mit Steinmarkierungen wurde dort der unter den Kirchenmauern liegende römische Merkurtempel sichtbar gemacht. 1980 war der rekonstruierte Bittersbrunnen fertig gestellt worden. 1987 wurde das Heidenloch saniert und konserviert; 1996 folgte das Stephanskloster. Im gleichen Jahr wurde auch ein Raum zur Geschichte des Heiligenberges im Kurpfälzischen Museum Heidelberg eingerichtet. Die Stadt Heidelberg erklärte die archäologischen Befunde aus keltischer, römischer und mittelalterlicher Zeit auf dem Berg 2011 zum Grabungsschutzgebiet.
Mit der Sicherung und Erschließung der Ruinen auf dem Heiligenberg setzte auch dessen Wiederentdeckung als Ausflugsziel ein. Die Thingstätte, in der Nachkriegszeit von der Stadt nur sporadisch für kulturelle Veranstaltungen genutzt, wurde ab den 1980er Jahren zur Kulisse für eine alljährliche Feier in der Walpurgisnacht mit bis zu 20.000 Besuchern.

## Historische Bauten auf dem Heiligenberg

### Keltischer Ringwall

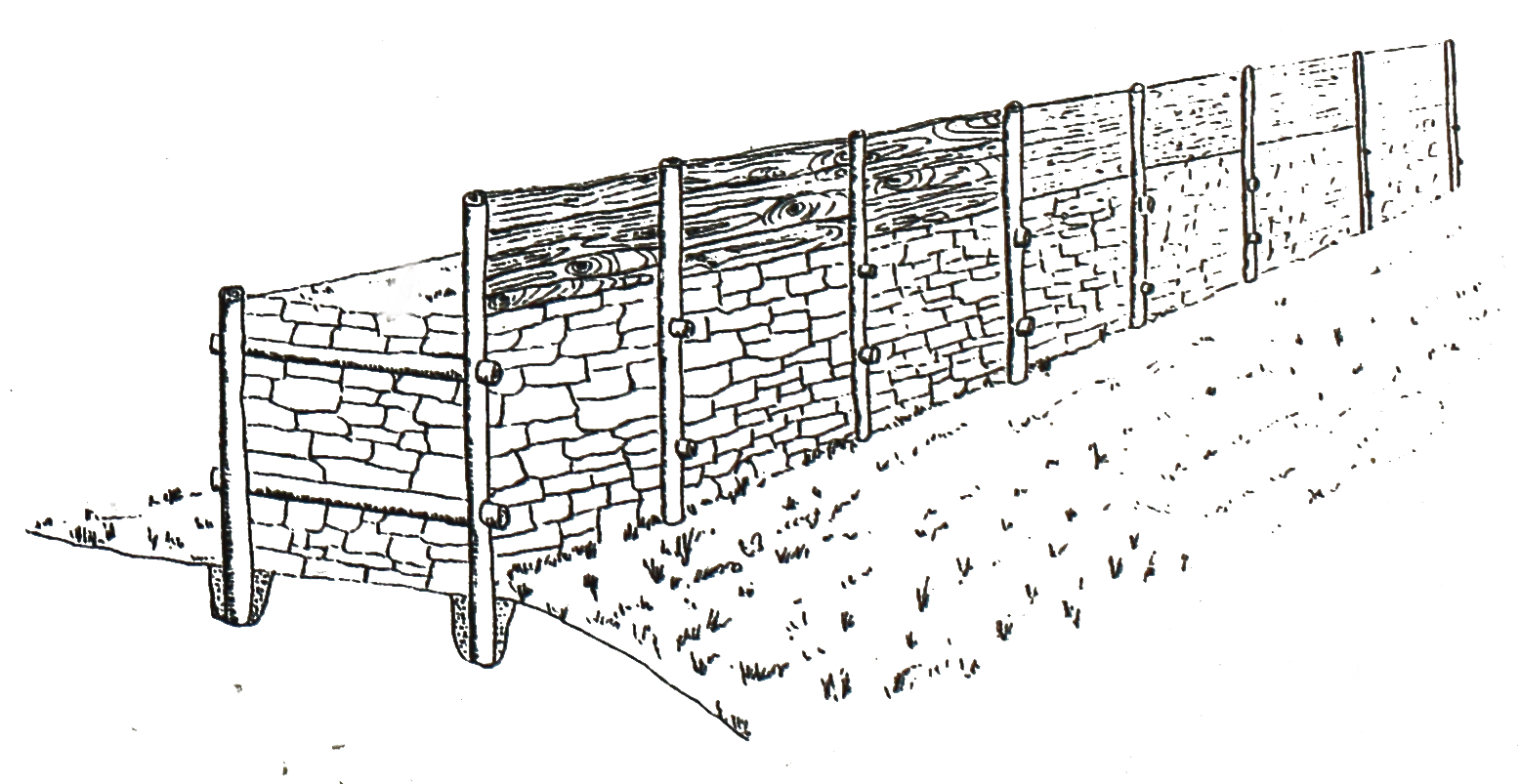
Beispiel einer keltischen Pfostenschlitzmauer auf dem Kordigast

Am Heiligenberg finden sich Reste eines doppelten keltischen Ringwalls aus dem 4. Jahrhundert v. Chr., der einst schützend eine ausgedehnte Siedlung auf dem Gipfel umgab.
Die Erhaltung des Ringwalls im Erdboden ist noch weitgehend unbekannt; Untersuchungen im Jahr 2019 im Südosten des inneren Ringwalls zeigten, dass von der 7,5 Meter breiten Mauer in diesem Bereich nur noch Reste der untersten beiden Steinlagen erhalten waren. Die Grabungen bestätigten die älteren Beobachtungen, dass die Befestigung als Pfostenschlitzmauer angelegt war, also aus einem Trockenmauerwerk bestand, das in ein rahmendes Gerüst aus Holzpfählen eingearbeitet war.

### Bittersbrunnen
Der Bittersbrunnen diente schon den Kelten zur Wasserversorgung und befand sich innerhalb des unteren Ringwalls. Der Brunnen wurde in der Zeit der Romanik neu gefasst. Romanische Bauteile haben sich bis nach dem Zweiten Weltkrieg erhalten. Durch einen Erdrutsch zerstört, wurde der Brunnen in seiner heutigen Form 1980 wiederhergestellt.

### Michaelskloster und Stephanskloster
Die Ruine der 1023 errichteten Basilika und des Klosters St. Michael befinden sich auf dem Hauptgipfel des Berges, wo sich zur Zeit der Römer schon ein Tempel befunden hatte.
Die Ruine des Stephansklosters ist der Überrest des zweiten Klosters auf dem Heiligenberg, das um das Jahr 1090 von dem Benediktiner-Mönch Arnold erbaut wurde.

### Heidenloch
Die genaue Entstehungszeit und Funktion des 56 Meter tiefen Heidenlochs sind unbekannt. Vermutlich handelt es sich um einen Sodbrunnen, der die Wasserversorgung auf dem Heiligenberg sicherstellen sollte. Gelegentlich wird ein antiker Ursprung der Anlage vermutet, teilweise verbunden mit einer Interpretation als keltischer Opferschacht. Die Fundstücke aus dem Brunnen und der archäologische Forschungsstand sprechen jedoch für eine Anlage im Hochmittelalter zur Versorgung des nahegelegenen Stephansklosters. 1987 wurde der Schacht freigelegt und eine Schutzhütte darüber errichtet. Neben dem heute so bezeichneten Heidenloch wurden in der Vergangenheit auch verschiedene weitere gemauerte Brunnen oder Zisternen auf dem Berg als „Heidenloch“ bezeichnet.

### Philosophenweg, Heiligenbergturm, Bismarckturm

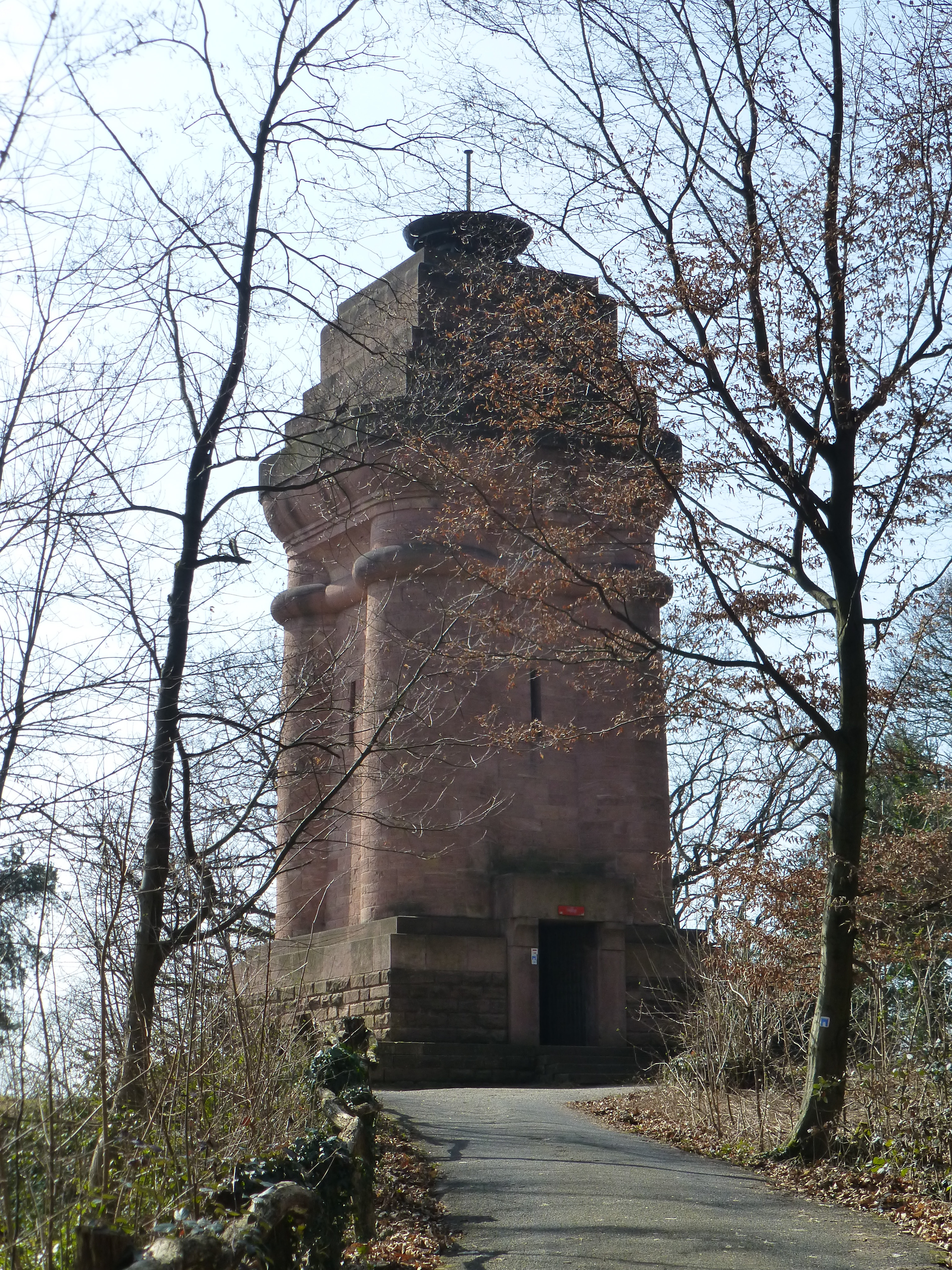
Bismarckturm

Im 19. und frühen 20. Jahrhundert stieg durch die Naturnähe der Romantiker und den aufkommenden Tourismus das Interesse am Heiligenberg. Damit intensivierte sich auch die Erschließung des Berges durch Wege und weitere Infrastruktur. Der berühmteste Spazier- und Wanderweg ist der Philosophenweg, der sich von Neuenheim am Südhang des Heiligenbergs entlangzieht. Er entstand 1837–1841 aus Weinbergwegen und wurde im Lauf der Zeit mit zahlreichen kleinen Parkanlagen ausgebaut. Gedenksteine längs des Weges erinnern unter anderem an den Dichter Friedrich Hölderlin oder an die abgegangene Siedlung Dagersbach.
Der Heiligenbergturm ist ein Aussichtsturm beim Stephanskloster, der im 19. Jahrhundert aus Steinen dieses Klosters erbaut wurde. 1903 folgte am Südhang des Heiligenbergs oberhalb des Philosophenwegs der Heidelberger Bismarckturm, ein Denkmal für den ersten Reichskanzler, das durch eine Treppe begehbar ist.

### Thingstätte

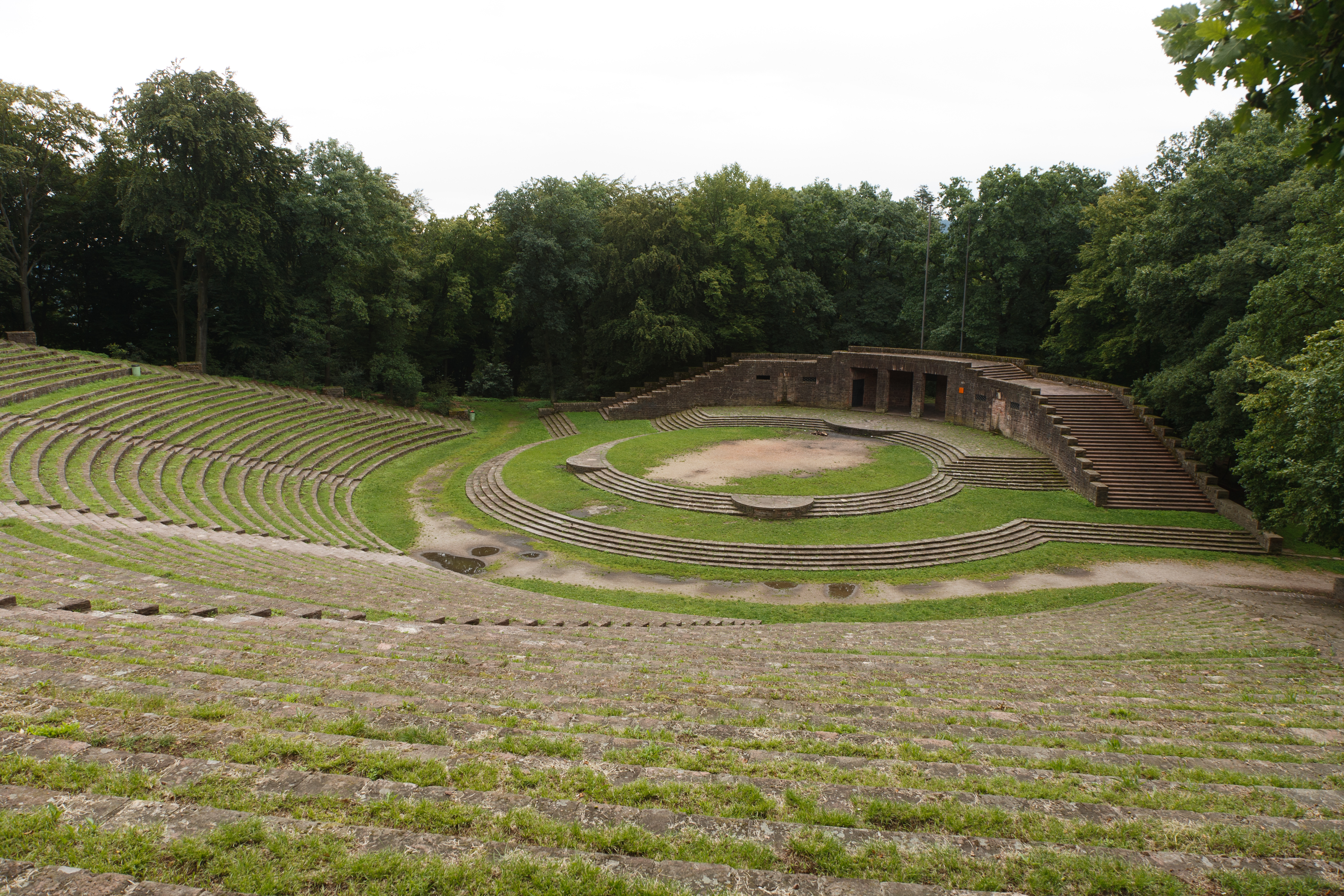
Thingstätte auf dem Heiligenberg

Die Thingstätte ist eine große Freilichtbühne, die 1934/1935 nach einem Entwurf von Hermann Alker gemäß dem Vorbild antiker griechischer Theater errichtet wurde. Sie liegt auf dem Bergsattel zwischen dem Heiligenberg und dem Michelsberg.